# Skandinavsko gorje
Skandinavsko gorje  (švedski: Skanderna, Fjällen ili Kölen, finski Köli, norveški Kjølen) je planinski lanac koji prolazi kroz Skandinavski poluotok. Gorje je nastalo kaledonskom orogenezom. Zapadna strana gorja je strma i ošto pada u Sjeverno i Norveško more, tvoreći poznate fjordove u Norveškoj, dok na sjeveroistoku gorje se polako spušta prema Finskoj. Na sjeveru tvori granicu između Norveške i Švedske s vrhovima višim od 2.000 m kod Arktičkog kruga. Gorje je dugo 1.700 km, a široko 320 km.
Samo mali dio gorja se nalazi u sjeverozapadnoj Finskoj, ali su to tek niska brda.
Planine nisu jako visoke, ali su na mjestima vrlo strme. Galdhøpiggen u južnoj Norveškoj je najviši vrh s 2469 metara, Kebnekaise je najviši vrh na švedskoj strani s 2104 m, dok je Halti najviši vrh u Finskoj s 1324. Kombinacija sjeverne lokacije i vlage sa sjevernog Atlantika rezultat je nastanka mnogih ledenih polja i ledenjaka. Temperatura pada s povećanjem nadmorske visine, a permafrost (geol. trajno zamrznuto tlo) postaje uobičajno na oko 1500 metara nadmorske visine, na svojoj zapadnoj padini u južnoj Norveškoj i na oko 1200 metara na istočnoj padini u južnoj Norveškoj u blizini granice sa Švedskom. U sjevernoj Norveškoj, permafrost postaje uobičajna na oko 800 do 900 m na zapadnoj padini i oko 200 do 300 metara na istočnoj padini.

## Galerija
- Glittertind
- Falketind u Jotunheimenu
- Nacionalni park Abisko